# Озерський заказник
Озе́рський зака́зник — ботанічний заказник загальнодержавного значення в Україні. Розташований у межах Сарненського району Рівненської області, на північний схід від села Озерськ.
Площа 1276 га. Створений у 1982 році. Перебуває у віданні Висоцького лісгоспзагу (Людинське лісництво: кв. 1, 14-16, 20-23, 26, 27; Золотинське лісництво: кв. 1-3; Лісівська сільська рада, кв. 28, вид. 1-10).
Під охороною — комплекс заболочених лісів і сфагнових боліт з березою та пригніченою сосною; у лісах — домішки осоки та вільхи. Зростає журавлина болотна, чорниця.
Багатий тваринний світ: лось звичайний, свиня дика, сарна європейська, лисиця звичайна, вивірка звичайна, заєць, тетерук тощо.

## Галерея

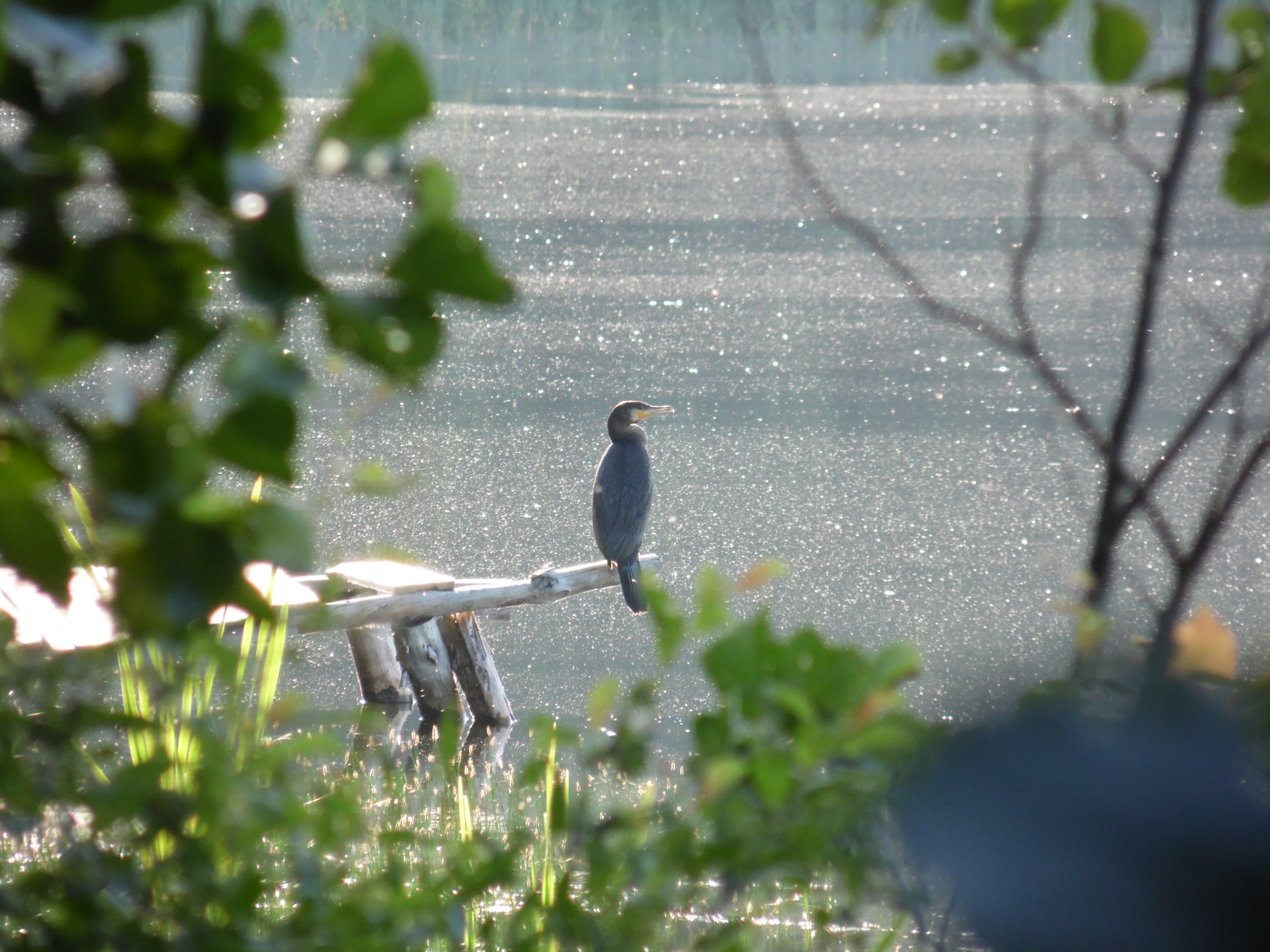
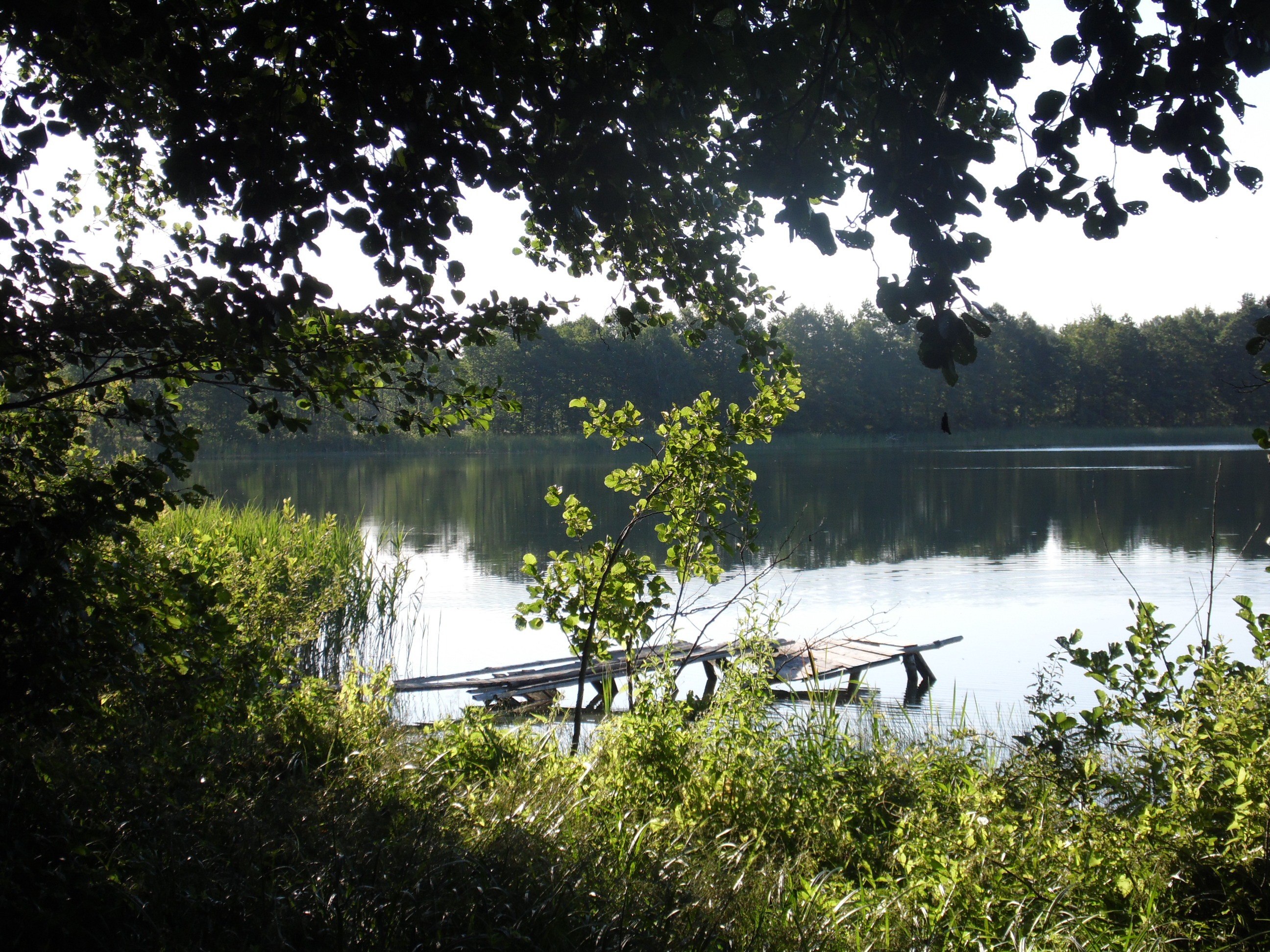
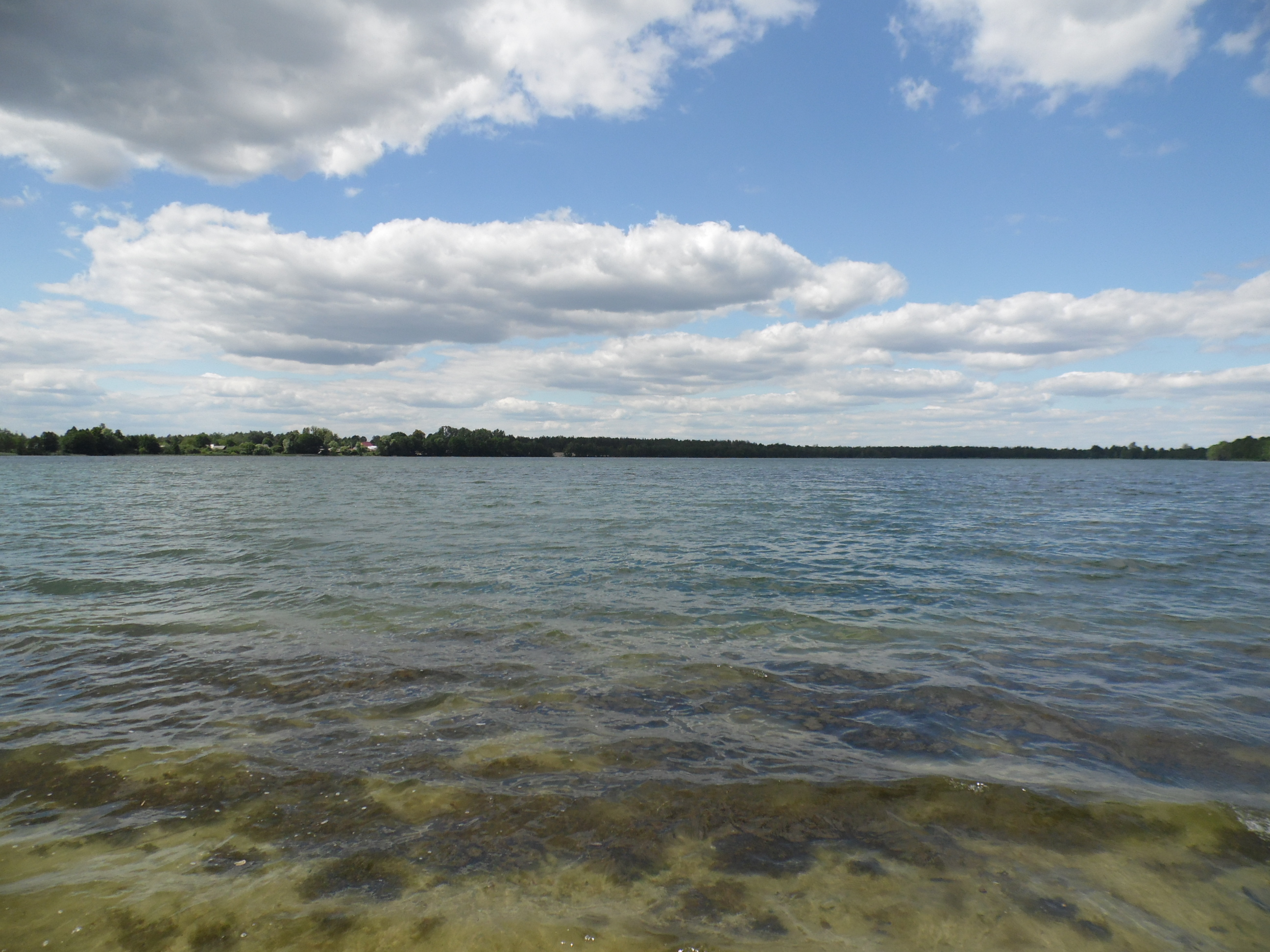
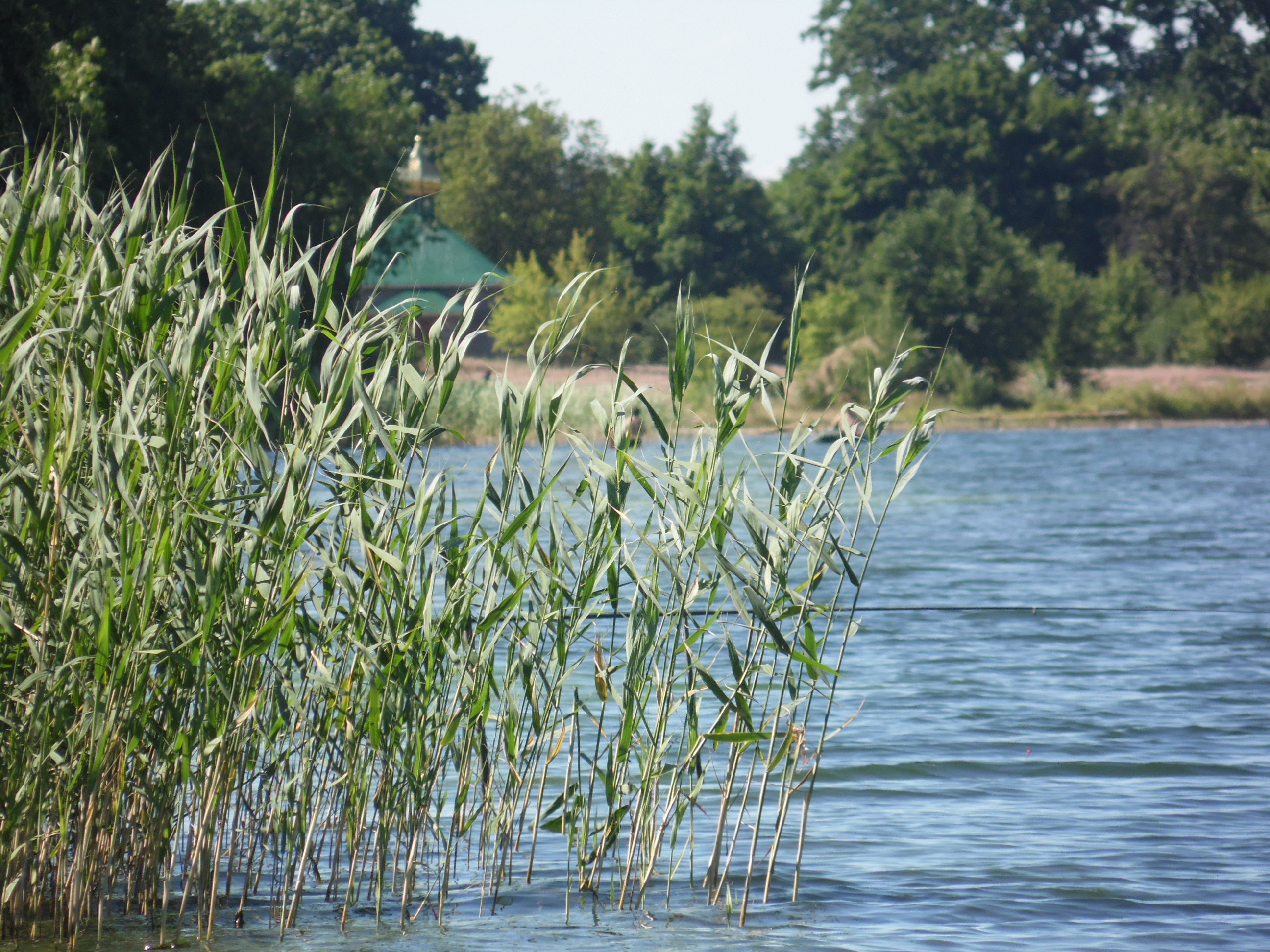
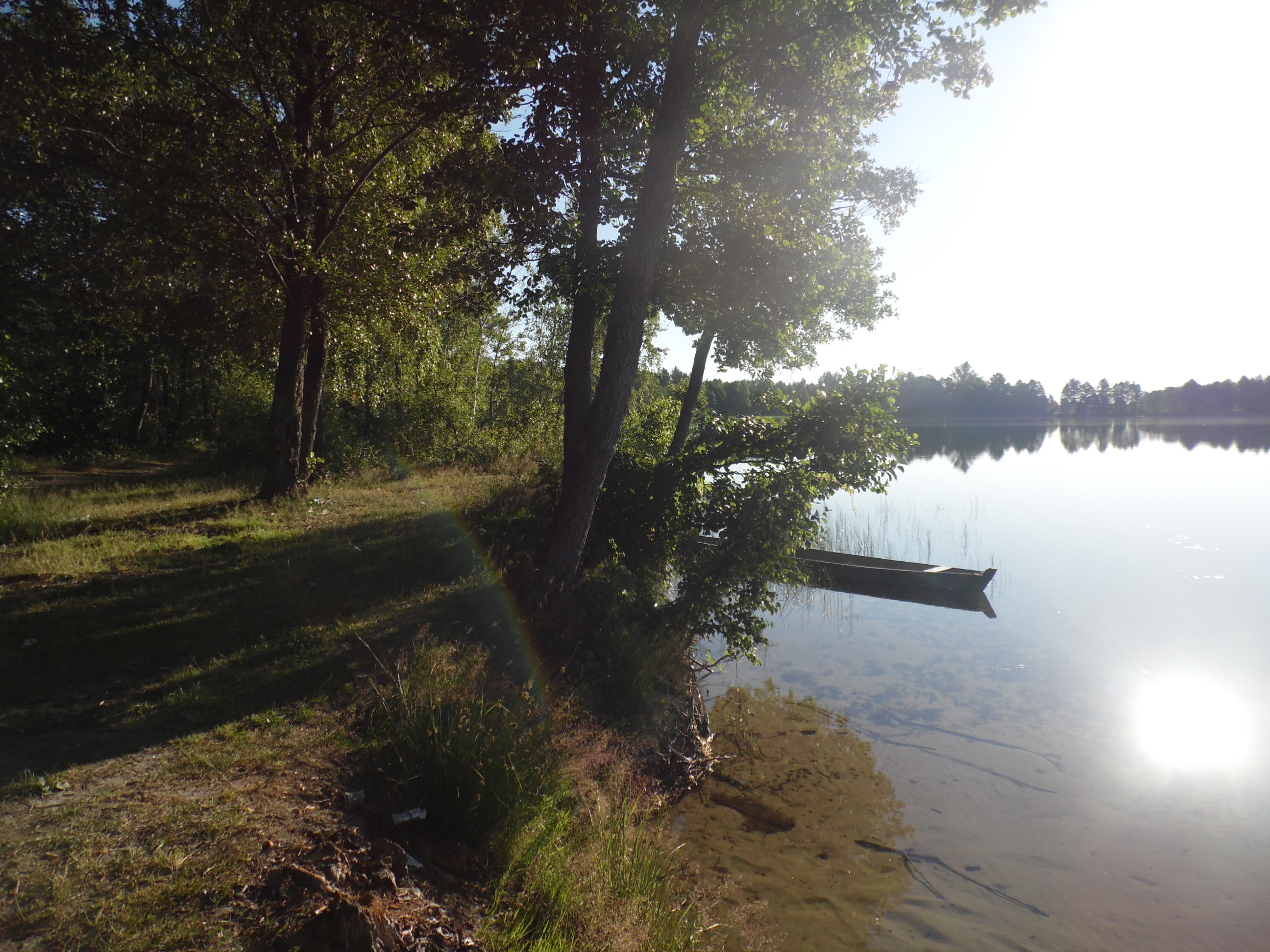